# Lepidonotus rossii
Lepidonotus rossii är en ringmaskart som beskrevs av Leach in Ross 1819. Lepidonotus rossii ingår i släktet Lepidonotus och familjen Polynoidae. Inga underarter finns listade i Catalogue of Life.